# Аюпово
Аюпово (баш. Айып) — деревня в Мечетлинском районе Республики Башкортостан Российской Федерации. Входит в состав Юнусовского сельсовета.

## География
Находится на правом берегу реки Ай при впадении притока Лемезы.

### Географическое положение
Расстояние до:
- районного центра (Большеустьикинское): 11 км,
- центра сельсовета (Юнусово): 10 км,
- ближайшей ж/д станции (Сулея): 159 км.

## История
О времени возникновения деревни нет прямых данных. Вместе с чем не раз уже было сказано о том, что почти все башкирские селения этого региона, пострадавшие в годы бурных событий второй половины 30-х гг. XVIII в., были возрождены и восстановлены в 1740—1741 гг.
Селение располагалось при р. Ай, пригодной для устройства мельниц, а весною — для сплава лесоматериалов. Земельные угодья находились в трех местах. Вели бессистемное полеводство. При распашке использовались 2-конные сабаны. В 1842 г. на 135 человек было засеяно 50 четвертей озимого и 232 четверти ярового хлеба, а также 5 четвертей картофеля. В конце века было по одной молотилке и веялке. По итогам сельскохозяйственной переписи 1917 г. (июнь, июль) из 99 домохозяев 27 не имели лошадей, по 1 было у 29, по 2 — у 20, по 3 — у 10, по 4 — у 2, по 5 — у 6, по 7 — у 3, по 10 — у 1, по 11 — у 1 домохозяина.

## Население
| 1939 | 1959 | 1970 | 1979 | 1989 | 2002 | 2009 |
| ---- | ---- | ---- | ---- | ---- | ---- | ---- |
| 374  | ↘339 | ↗360 | ↘357 | ↘266 | ↗307 | ↗330 |
| 2010 |      |      |      |      |      |      |
| ↗342 |      |      |      |      |      |      |

### Историческая численность населения
В 1795 г., в 1816 г. на 15 дворах учтено 83 человека. В 1834 г. — 24 двора и 119 человек. В 1859 г. — 30 дворов и 181 житель. В 1895 г. — 58 дворов и 359 человек. В 1920 г. — 90 дворов и 426 человек.

## Инфраструктура
Личное подсобное хозяйство с зоной сельскохозяйственного использования, индивидуальная застройка усадебного типа.
Основа экономики — сельское хозяйство.

## Транспорт
Деревня доступна автотранспортом по автодороге 80Н-010. Остановка общественного транспорта «Аюпово».